# Paul Meurisse
Paul Meurisse (Dunkerque, 21 de diciembre de 1912 – Neuilly-sur-Seine, 19 de enero de 1979) fue un actor teatral y cinematográfico francés. Con más de sesenta filmes a lo largo de su carrera. Fue conocido por la elegancia de su estilo interpretativo y por su versatilidad, siendo tan capaz de hacer papeles dramáticos como de comedia. Su papel más conocido fue el del sádico y vengativo director de colegio en la película de 1955 Las diabólicas.

## Primeros años
Nacido en Dunkerque, Francia, se crio en la isla de Córcega, a donde su padre, director bancario, había sido destinado cuando Meurisse era un niño. Tras finalizar sus estudios se mudó a Aix-en-Provence, trabajando como empleado de un abogado. Sin embargo, su pasión era el teatro, y consiguió trabajar por las tardes en el coro de diferentes revistas de music hall.
En 1936 Meurisse fue a vivir a París, donde encontró trabajo en teatros musicales y nightclubs, actuando con artistas como Marie Dubas. Se especializó en utilizar canciones alegres y optimistas, que él interpretaba, cómicamente, de un modo lúgubre y pesimista.
En 1939 Meurisse conoció a Édith Piaf, y los dos fueron amantes durante unos meses. Piaf, sin embargo, no creía que Meurisse tuviera futuro como cantante, y lo animó a intentar hacer carrera únicamente como actor.

## Carrera en el cine
El debut en el cine de Meurisse llegó con la película Vingt-quatre heures de perm, rodada en 1940, aunque estrenada en 1945. Ne bougez plus (1941) fue la primera de sus cintas en ser estrenada. A partir de entonces fue cada vez más solicitado como actor (en 1948, por ejemplo, hizo no menos de siete películas). Meurisse interpretó una amplia gama de papeles, desde gánsteres (Macadam, Impasse des Deux-Anges) y policías (Inspecteur Sergil, Le Dessous des cartes) a personajes cómicos (los filmes Monocle) e históricos (La Castiglione, L'Affaire des poisons). La calidad de sus películas era variada, pero la versatilidad de Meurisse conseguía que a menudo su actuación fuera lo más destacado de buena parte de las cintas en las que trabajaba.
El papel más famoso de Meurisse fue el de Michel Delasalle en el thriller dirigido por Henri-Georges Clouzot en 1955 Las diabólicas, con Simone Signoret y Véra Clouzot. Aunque su personaje no era agradable, Meurisse tuvo una actuación convincente, y la cinta fue un éxito internacional.
Otros filmes destacados en los cuales actuó Meurisse son Marie-Octobre (1959, de Julien Duvivier), Le Dejeuner sur l'herbe (1959, de Jean Renoir), La Vérité (1960, de Clouzot) y Hasta el último aliento (1966). Meurisse interpretó en tres ocasiones al Comandante Théobald Dromard, "El Monóculo" en las comedias de espionaje Le monocle noir (1961), L'oeil du monocle (1962) y Le monocle rit jaune (1964).

## Carrera teatral
Meurisse actuó en muchas producciones teatrales, con obras de autores tan variados como Marcel Achard y Jean Anouilh o Shakespeare y George Bernard Shaw. Mediada la década de 1950 fue nombrado miembro de la Comédie-Française.

## Vida privada
Meurisse se casó tres veces, con Michèle Alfa (1942, divorciados), Micheline Cheirel (1951, divorciados; ella había estado casada con el actor británico John Loder) y Micheline Gary (desde 1960 hasta la muerte de él).
Meurisse enfermó tras una actuación en el Teatro Hébertot de París, y falleció el 19 de enero de 1979, a causa de un asma complicado con un ataque al corazón en Neuilly-sur-Seine. Tenía 66 años de edad. Fue enterrado en el Cementerio Antiguo de Neuilly-sur-Seine.

## Filmografía
| - 1941 : Ne bougez plus - dir. Pierre Caron - 1941 : Montmartre-sur-Seine - dir. Georges Lacombe - 1942 : Défense d'aimer - dir. Richard Pottier - 1942 : Mariage d'amour - dir. Henri Decoin - 1943 : La Ferme aux loups - dir. Richard Pottier - 1945 : Vingt-quatre heures de perm - dir. Maurice Cloche - 1945 : Marie la Misère - dir. Jacques de Baroncelli - 1946 : L'Insaisissable Frédéric - dir. Richard Pottier - 1946 : Macadam - dir. Marcel Blistène - 1947 : La Fleur de l'âge - dir. Marcel Carné (incompleta) - 1947 : Inspecteur Sergil - dir. Jacques Daroy - 1947 : Monsieur Chasse . dir. Willy Rozier - 1947 : Bethsabée - dir. Léonide Moguy - 1948 : La Dame d'onze heures - dir. Jean-Devaivre - 1948 : Manù il contrabbandiere - dir. Lucio De Caro - 1948 : Le Colonel Durand - dir. René Chanas - 1948 : Le Dessous des cartes - dir. André Cayatte - 1948 : Sergil et le dictateur - dir. Jacques Daroy - 1948 : Impasse des Deux-Anges - dir. Maurice Tourneur - 1948 : Scandale - dir. René Le Hénaff - 1949 : L'Ange rouge - dir. Jacques Daniel-Norman - 1949 : Dernière heure, édition spéciale - dir. Maurice de Canonge - 1950 : Agnès de rien - dir. Pierre Billon - 1951 : Maria du bout du monde - dir. Jean Stelli - 1951 : Ma femme est formidable - dir. André Hunebelle - 1951 : Vedettes sans maquillage - dir. Jacques Guillon (documental) - 1952 : Sérénade au bourreau - dir. Jean Stelli - 1952 : Sergil chez les filles - dir. Jacques Daroy - 1953 : Je suis un mouchard - dir. René Chanas - 1955 : Les Diaboliques (Las diabólicas) - dir. Henri-Georges Clouzot - 1955 : Fortune carrée - dir. Bernard Borderie - 1955 : La Castiglione - dir. Georges Combret - 1955 : L'Affaire des poisons - dir. Henri Decoin - 1957 : Jusqu'au dernier - dir. Pierre Billon - 1957 : L'Inspecteur aime la bagarre - dir. Jean-Devaivre | - 1958 : Les Violents - dir. Henri Calef - 1958 : Échec au porteur - dir. Gilles Grangier - 1958 : Le Septième Ciel - dir. Raymond Bernard - 1959 : Simenon - dir. Jean-François Hauduroy (documental - narrador) - 1959 : Guinguette - dir. Jean Delannoy - 1959 : La Tête contre les murs (La cabeza contra el muro) - dir. Georges Franju - 1959 : Marie-Octobre (Cena de acusados) - dir. Julien Duvivier - 1959 : Le Déjeuner sur l'herbe - dir. Jean Renoir - 1960 : La Française et l'Amour - dir. Henri Verneuil - 1960 : La Vérité - dir. Henri-Georges Clouzot - 1961 : Le Jeu de la vérité - dir. Robert Hossein - 1961 : Les Nouveaux aristocrates - dir. Francis Rigaud - 1961 : Le Monocle noir - dir. Georges Lautner - 1962 : Du mouron pour les petits oiseaux - dir. Marcel Carné - 1962 : Carillons sans joie - dir. Charles Brabant - 1962 : L'Œil du Monocle - dir. Georges Lautner - 1963 : Méfiez-vous, mesdames - dir. André Hunebelle - 1963 : L'assassin connaît la musique... - dir. Pierre Chenal - 1963 : Les Tontons flingueurs - dir. Georges Lautner - 1964 : Le Monocle rit jaune - dir. Georges Lautner - 1965 : Quand passent les faisans - dir. Édouard Molinaro - 1965 : La Grosse Caisse - dir. Alex Joffé - 1965 : Le Majordome - dir. Jean Delannoy - 1966 : Le congrès s'amuse - dir. Géza von Radványi - 1966 : Moi et les hommes de quarante ans - dir. Jacques Pinoteau - 1966 : Hasta el último aliento - dir. Jean-Pierre Melville - 1969 : El ejército de las sombras - dir. Jean-Pierre Melville - 1970 : Le Cri du cormoran le soir au-dessus des jonques - dir. Michel Audiard - 1971 : Doucement les basses (La dulce hembra) - dir. Jacques Deray - 1973 : Les Voraces - dir. Sergio Gobbi - 1973 : Un flic hors la loi - dir. Stefano Vanzina - 1974 : Les Suspects - dir. Michel Wyn - 1975 : L'Éducation amoureuse de Valentin - dir.Jean L'Hôte - 1975 : Le Gitan (Alias el gitano) - dir. José Giovanni |